# Axel Uppvall
Axel Johan Uppvall, född 2 januari 1872 i Avelsäter, Tveta socken, Värmland, död 25 oktober 1960 i Philadelphia (han var då folkbokförd i Eds församling, Karlstads stift), var en svenskamerikansk lingvist och universitetslärare.
Axel Uppvall var son till gästgivaren Johan Jacob Uppvall och Brita Kajsa Persdotter. Han kom vid 23 års ålder till USA, där han 1896–1899 gick i skola vid Prospect Union i Cambridge, Massachusetts, och 1901 avlade han examen vid Hebron Academy. han studerade 1902–1903 vid Lunds privata elementarskola, besökte 1903–1904 universitetet i Göttingen, blev 1905 Bachelor of Arts vid Colby College i Waterville, Maine, vistades därefter åter i Göttingen samt vid universitetet i Nancy 1905–1906 för språkstudier, varefter han återvände till USA, där han 1907 blev Master of Arts vid Harvard University och 1919 Doctor of Philosophy vid Clark University. 1943 utnämndes han till Doctor of Letters vid Colby College. Uppvall var 1909–1916 professor i franska och tyska vid universitetet i New Brunswick, Kanada, och 1916–1918 biträdande lärare i tyska vid Clark University, varefter han överflyttade till Pennsylvania University, där han verkade som lärare i franska 1919–1921. 1924–1930 var han biträdande lärare i skandinaviska språk vid samma universitet, och 1930–1933 professor där i samma ämne. Uppvall var en av de främsta representanterna för undervisningen i svenska vid de amerikanska universiteten. Han publicerade Swedish Grammar and Reader (1938) och Manual of Swedish Phonology (1938) samt utgav studien August Strindberg. A psychoanalytic study with special reference to the Oedipus complex (1920).